# Filipijnse bisschoppenconferentie

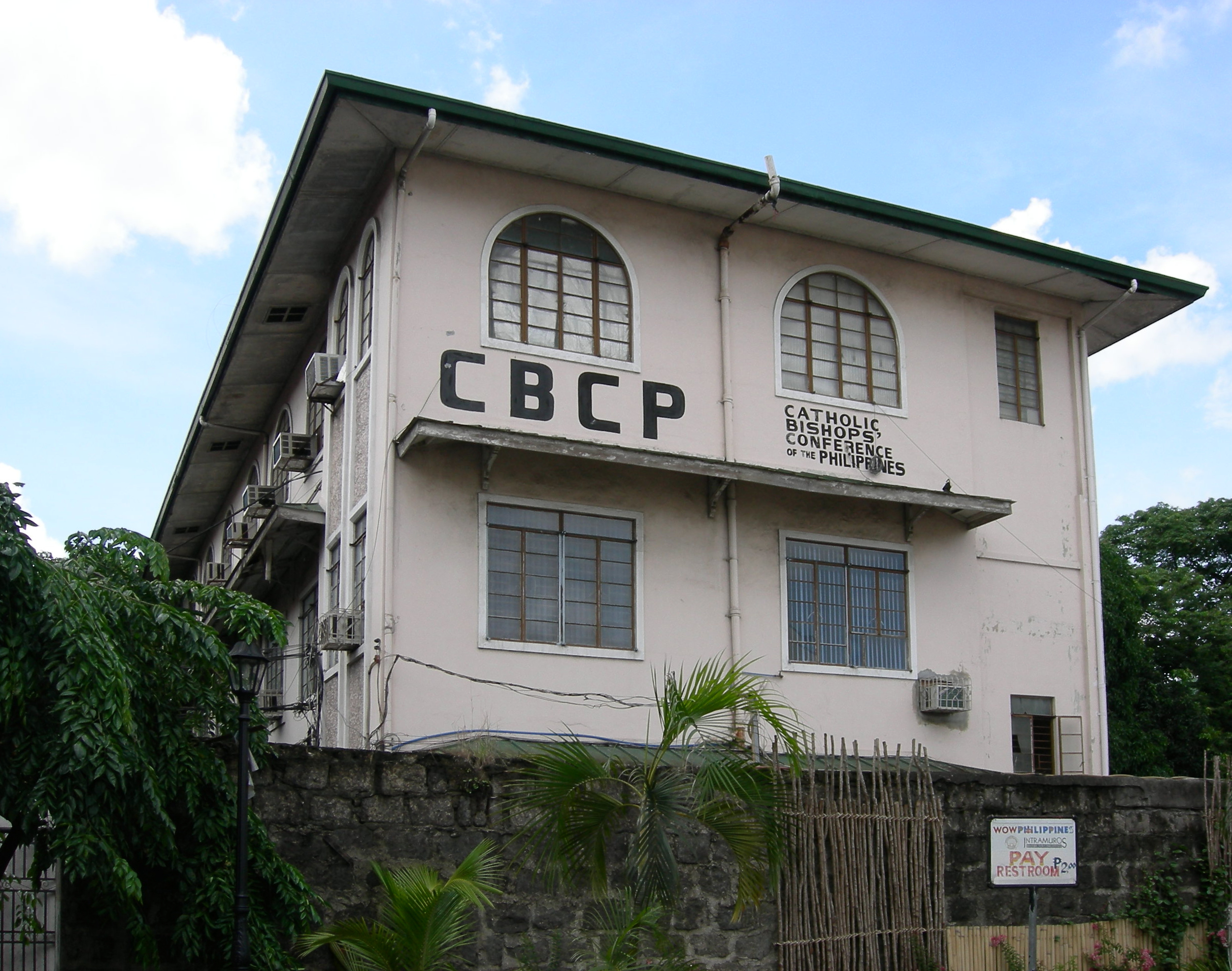
Het hoofdkwartier van de Filipijnse bisschoppenconferentie

De Filipijnse bisschoppenconferentie (Engels: Catholic Bishops' Conference of the Philippines, afgekort CBCP) is een permanent orgaan binnen de Filipijnse Katholieke Kerk, waarin de bisschoppen, de hulpbisschoppen en titulaire bisschoppen van de Filipijnse kerkprovincies het beleid van de Katholieke Kerk in de Filipijnen coördineren. De Filipijnse bisschoppenconferentie wordt sinds 2013 voorgezeten door Socrates Villegas, de aartsbisschop van Lingayen–Dagupan.
De Filipijnen tellen 16 aartsbisdommen, 51 bisdommen, 7 apostolisch vicariaten, 5 territoriaal prelaten en een militair ordinariaat.

## De Filipijnse bisschoppenconferentie en de politiek
De Filipijnse bisschoppenconferentie is een invloedrijk orgaan binnen de Filipijnse samenleving in het algemeen en de politiek in het bijzonder. Krachtige uitspraken van leden van de bisschoppenconferentie waren in 1986 een van de factoren die leidden tot de EDSA-revolutie en daarmee het einde van het dictatoriale bewind van Ferdinand Marcos. Ook bij Tweede EDSA-revolutie, die leidde tot de afzettingsprocedure tegen president Joseph Estrada speelde het CBCP een belangrijke rol. In beide gevallen speelde de aartsbisschop van Manilla, kardinaal Jaime Sin daarin de meeste prominente rol.
Op 22 januari 2006 werd opnieuw een sterk politiek signaal afgegeven. De  bisschoppenconferentie drong aan op duidelijkheid in de kwesties die speelden rond de rechtmatigheid van de uitslag van de verkiezing van Gloria Macapagal-Arroyo tot president in 2004. 